# Ludwig von Burgsdorff
Carl Ludwig Gottlob von Burgsdorff (* 11. Juni 1812 in Dresden; † 18. September 1875 in Karlsbad) war ein deutscher Verwaltungsbeamter. Er war von 1853 bis 1855 Polizeidirektor in Dresden sowie seit 1855 Kreisdirektor und seit 1874 Kreishauptmann von Leipzig. Ferner war er als Universitäts-Bevollmächtigter tätig.

## Leben
Ludwig von Burgsdorff entstammte dem alten brandenburgischen Adelsgeschlecht von Burgsdorff. Seine Eltern waren der königlich-sächsischen Hof- und Finanzrat Ludwig Christoph von Burgsdorff (* 19. Juli 1774; † 25. Oktober 1828) und dessen Ehefrau Charlotte, geborene von der Lochau (* 23. Juni 1784; † 12. Mai 1863).
Am 6. Oktober 1846 heiratete Ludwig von Burgsdorff in Dresden Sophie von Undritz (1826–1879). Aus der Ehe gingen drei Kinder hervor:
- Margarete Elisabeth (* 14. Februar 1848) ⚭ Hans von Schütz († 31. März 1879)
- Curt Ludwig Franz von Burgsdorff (1849–1922). Kreishauptmann ⚭ Hildegard Therese Weigel (* 2. September 1855)
- Maria Sophie Anna (* 9. Dezember 1863)

Er wurde auf dem Neuen Johannisfriedhof beerdigt.